# Donja Omašnica
Donja Omašnica (cyr. Доња Омашница) – wieś w Serbii, w okręgu rasińskim, w gminie Trstenik. W 2011 roku liczyła 606 mieszkańców.